# Vol Avianca 052
Le 25 janvier 1990, le Boeing 707 assurant le vol Avianca 052, un vol international régulier entre Bogota, en Colombie, et New York, aux États-Unis, avec une escale prévue à l'aéroport international José-María-Córdova, près de Medellín, s'écrase dans la ville de Cove Neck, à Long Island, dans l'État de New York, après s'être retrouvé à court de carburant à la suite d'une tentative d'atterrissage ratée. On dénombre 73 victimes parmi les 158 passagers et membres d'équipage présents à bord.

## Avion et équipage

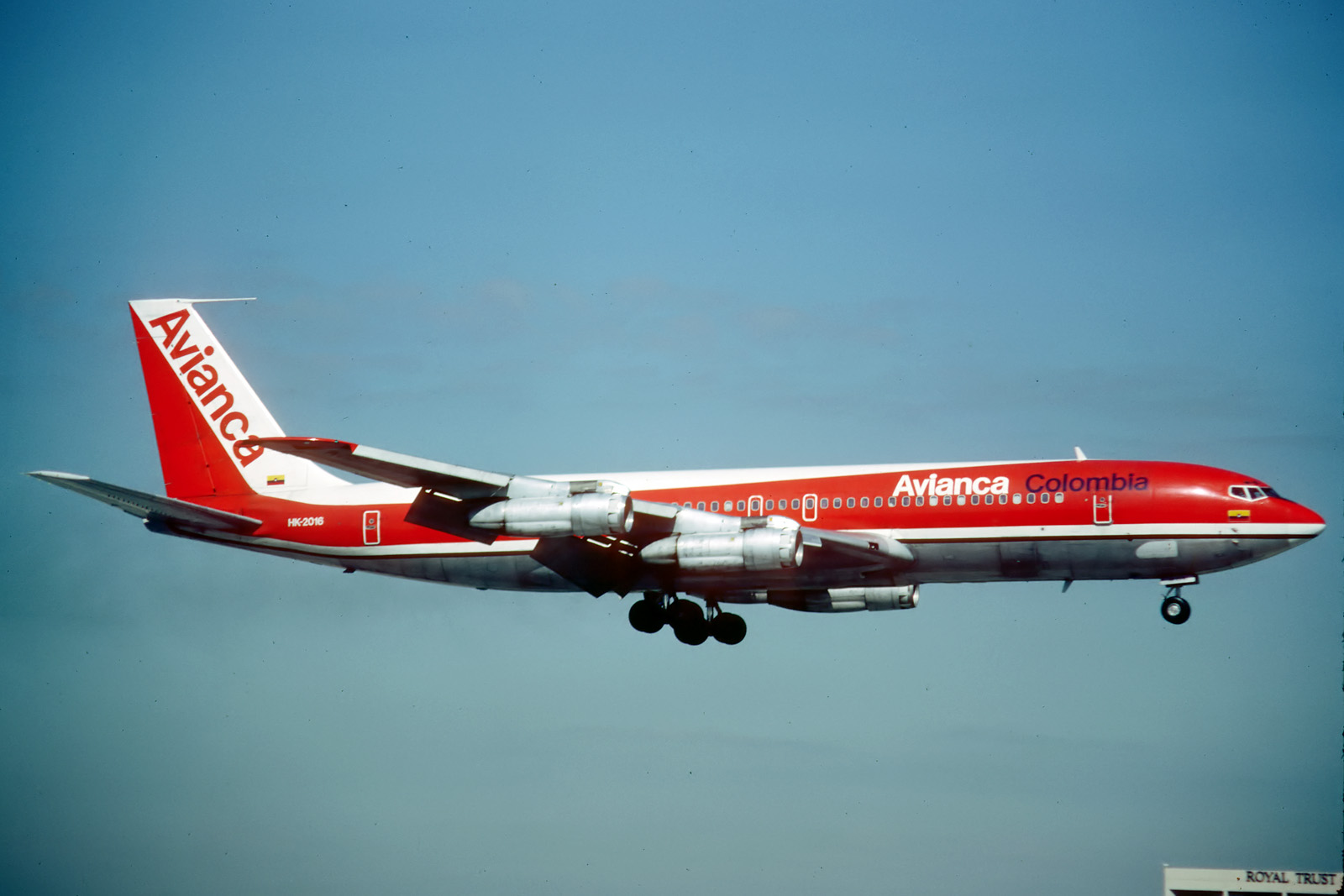
HK-2016, le 707 impliqué dans l'accident, ici à l'aéroport international de Miami en novembre 1983.

L'appareil impliqué est un Boeing 707-321B, immatriculé HK-2016. Il a été fabriqué en juin 1967 et a été acheté par Avianca à la Pan Am en 1977. Au moment de l'accident, l'avion est âgé de 22 ans et totalise plus de 61 000 heures de vol. Le 707 est équipé de quatre turboréacteurs Pratt & Whitney JT3D-3B modifiés avec des réducteurs de bruit (en) pour réduire la pollution sonore. 
L'équipage du vol 052 est composé du commandant de bord Laureano Caviedes Hoyos (51 ans), du copilote Mauricio Klotz (28 ans) et du mécanicien navigant Matias Moyano (45 ans). Au moment de l'accident, le commandant Caviedes travaille chez Avianca depuis plus de 27 ans et totalise plus de 16 000 heures de vol, dont plus de 1 500 sur Boeing 707. Il compte également 478 heures de vol de nuit aux commandes d'un 707 (et 2 435 heures de vol de nuit au total) sans aucun accident antérieur. Le copilote Klotz travaille chez Avianca depuis trois ans et totalise 1 837 heures de vol, dont 408 heures passé en vol de nuit. Il passé au 707 en octobre 1989 et compte seulement 64 heures de vol sur ce type d'avion, dont 13 heures en vol de nuit. Le mécanicien navigant Moyano est employé chez Avianca depuis plus de 23 ans et totalise plus de 10 000 heures de vol, dont plus de 3 000 heures sur 707, et plus de 1 000 heures de vol en conditions de nuit sur ce type d'avion (et 2 986 heures de vol de nuit au total).
Les trois membres de l’équipage avaient déjà de l'expérience concernant les phases d'approche et d'atterrissage à l'aéroport John F. Kennedy.

## Les dernières minutes du vol 052
Le 25 janvier 1990, le vol Avianca 052 tournait dans une zone aérienne d'attente au-dessus de la région de New York depuis une heure, cela à cause du brouillard et des mauvaises conditions météo sur la région qui ralentissaient les fréquences des départs et d'arrivées d'avions sur l'aéroport John F. Kennedy. Durant cette attente, l'appareil épuisa ses réserves de kérosène qui lui auraient permis de se détourner vers l'aéroport international Logan de Boston, moins encombré.

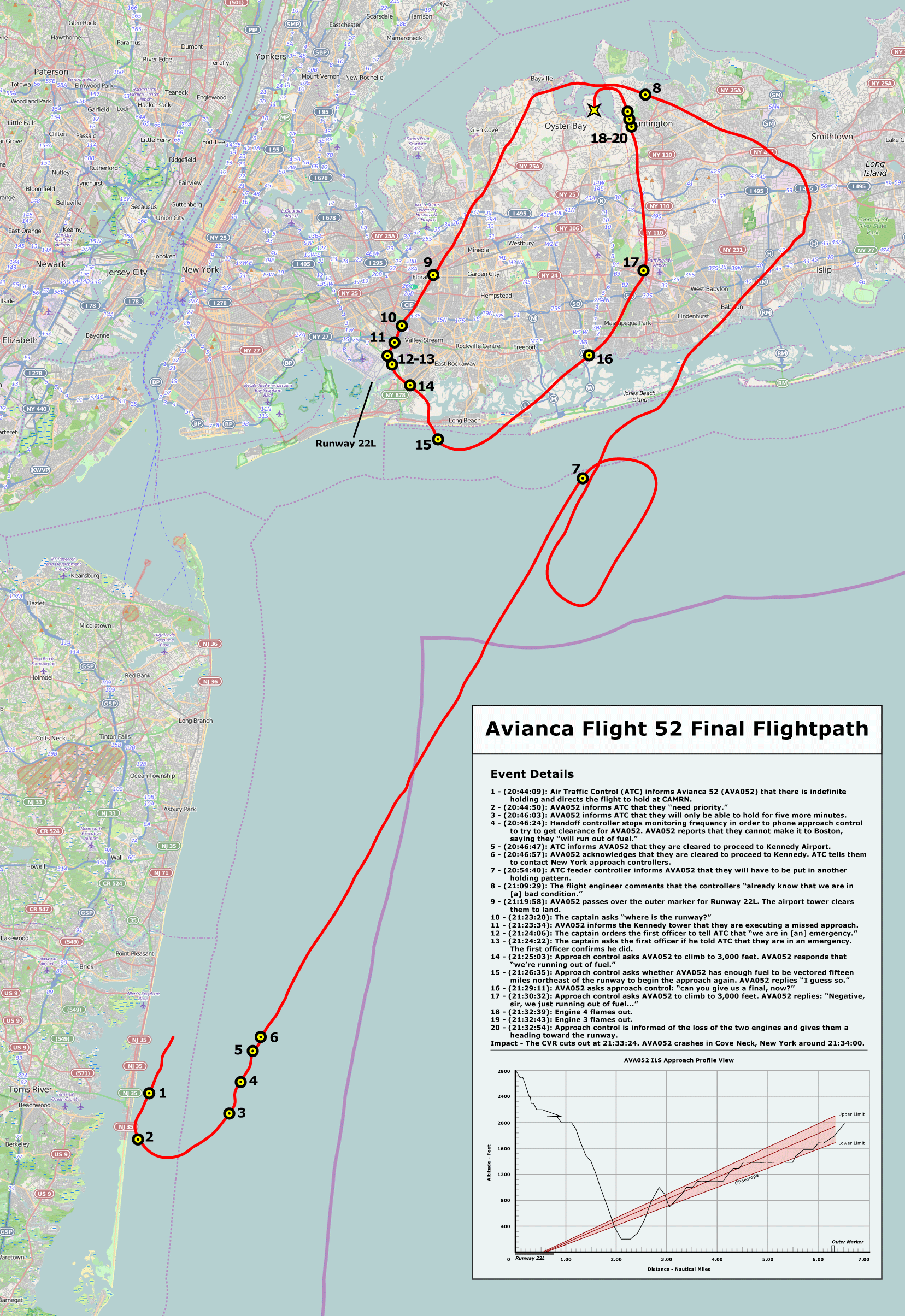
Plan de la dernière étape du vol 052.

Environ 77 minutes après le début de cette attente, le New York Air Trafic Control demanda à l'équipage combien de temps ils pouvaient encore tenir, ce à quoi l'officier en second répondit « ...environ 5 minutes ». Il indiqua alors que leur aéroport alternatif était Boston, mais comme ils tournaient en attente depuis trop longtemps, ils ne pouvaient plus se dérouter vers cet aéroport ; le contrôleur indiqua à l'avion qu'il lui dégageait l'accès à la piste 22L.
Alors que le vol 052 faisait son approche pour atterrir, il rencontra des cisaillements de vents à moins de 150 mètres du sol, ce qui a fait perdre très rapidement de l'altitude à l'avion, bien en dessous de l'altitude minimum pour atteindre la piste en sécurité. Alors qu'ils étaient encore à trois ou quatre kilomètres, et qu'ils ne voyaient pas la piste (très peu de visibilité), cela a failli provoquer un écrasement avant la piste. Les contrôleurs aériens avaient seulement averti l'équipage de cisaillements à 450 mètres d'altitude et pas plus bas. L'équipage annonça une approche manquée et remit les gaz pour la recommencer, mais à ce moment précis l'appareil n'avait pas assez de carburant pour refaire une approche complète. Cet atterrissage manqué et la remise de gaz ont aussi aggravé le stress à l'intérieur de l'avion (des cris des passagers audibles depuis la cabine de pilotage) et du cockpit.
L'équipage alerta le contrôleur que le niveau de carburant était très bas puis dans sa communication suivante déclara « Nous arrivons à court de carburant. » Le contrôleur demanda à l'avion de reprendre de l'altitude ce à quoi le second pilote répondit « Négatif, nous arrivons à court de carburant. »
Quelques instants plus tard, le moteur no 4 s'éteignit, rapidement suivi par les trois autres. La turbine fournissant l'électricité dans l'appareil n'étant plus alimentée, les lumières de la cabine s'éteignirent et l'intérieur de l'avion fut plongé dans le noir. Quelques secondes plus tard, l'avion fut privé de toute alimentation électrique. Il s'écrasa dans le petit village de Cove Neck, zone résidentielle huppée de la grande banlieue new-yorkaise, au nord de Long Island, à 24 kilomètres de l'aéroport.

Site de l'accident
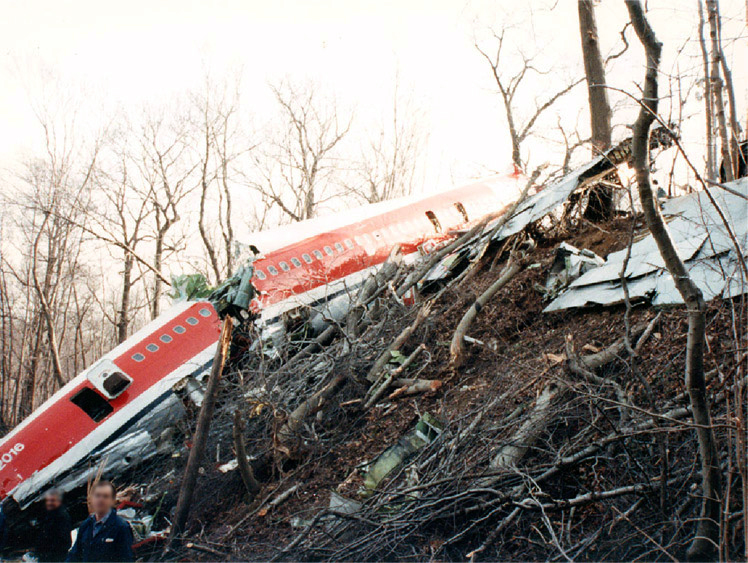
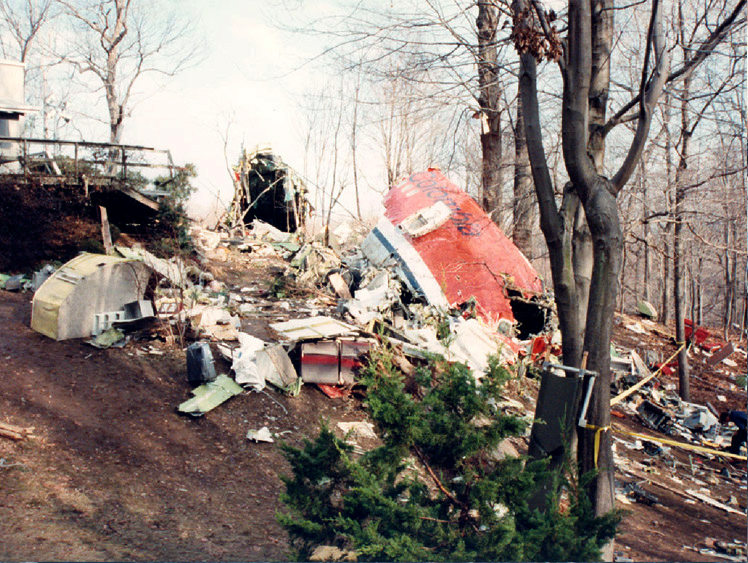
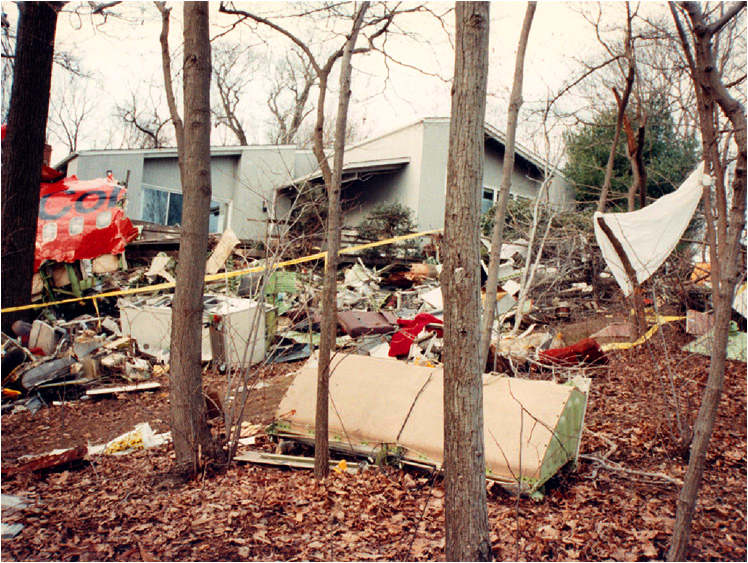

L'avion heurta le sol et glissa le long d'une colline de la ville, se cassant en deux en atteignant le sommet. L'impact projeta le cockpit dans une maison inoccupée à 30 mètres de là. Du fait de l'absence de kérosène, l'avion n'explosa pas ni ne prit feu, ce qui sauva probablement la vie des 85 survivants. Soixante-treize passagers et membres d'équipage furent tués dans l'accident ou décédèrent des suites de leurs blessures, les 85 survivants furent également blessés.

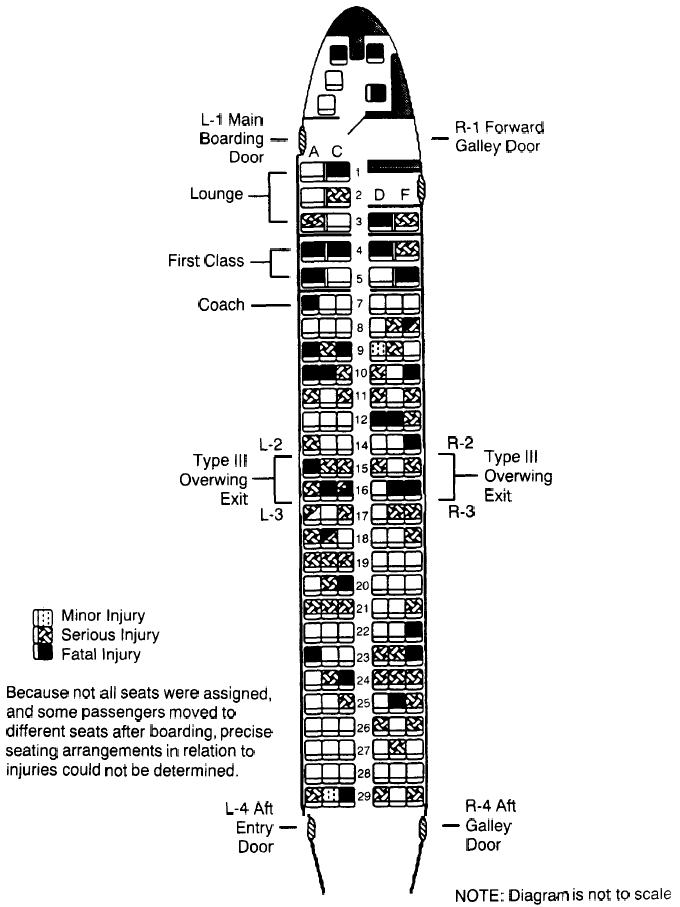
Plan de la cabine de l'appareil.

## Secours
Les efforts pour secourir les passagers du vol 052 furent rendus difficiles, car l'avion s'était écrasé dans une zone encaissée difficile d'accès pour les équipes de secours. Les mauvaises conditions météo et la nuit noire compliquaient encore les opérations.

## Enquête et causes de l'accident
Le rapport du Conseil national de la sécurité des transports (NTSB), le bureau d'enquête américain, indiqua que l'accident était dû à une erreur de pilotage, l'équipage n'ayant jamais déclaré une urgence carburant au contrôle aérien comme cela est préconisé dans les procédures IATA. 
L'équipage avait demandé une "priorité" d'atterrissage, ce qui, différence entre l'anglais et l'espagnol, pouvait être interprété comme une « urgence » pour des pilotes hispanophones, mais pas par des contrôleurs aériens anglophones. Cela a pu créer une confusion pour l'équipage quand le contrôle aérien confirma leur statut prioritaire. 
Certains membres du NTSB avaient le sentiment que le contrôle aérien avait été négligent en ne fournissant pas aux avions arrivant les dernières informations sur les vents cisaillant qui aurait pu alerter l'équipage sur de possibles difficultés à l'atterrissage. 
La compagnie Avianca menaça de poursuivre la FAA pour l'action de ses contrôleurs aériens dont elle estimait qu'ils avaient été négligents dans la mauvaise compréhension des rapports des pilotes. La FAA répliqua que l'équipage n'avait jamais déclaré une urgence carburant jusqu'aux dernières minutes avant l'écrasement et n'avait jamais indiqué le niveau de carburant qu'il restait quand il demanda un atterrissage prioritaire, rendant impossible pour les contrôleurs aériens l'attribution d'un statut de priorité adéquat. 
Il fut aussi déterminé que l'équipage n'essaya pas de se dérouter vers la destination alternative de Boston alors qu'il avait été averti que l'avion serait placé en zone d'attente pour plus de 45 minutes, mais cela est peut-être dû à la mauvaise interprétation par les pilotes de la confirmation de leur niveau de priorité. 
Après quelques délibérations, un accord fut trouvé et la FAA paya 40 % des 200 millions de dollars de dédommagements aux passagers et à leurs familles, le reste étant payé par Avianca.

### Dans le filmMayday
Dans ce film, plusieurs éléments complémentaires sont cités, ayant pu aggraver la situation, modifier la prise de décision et la communication, et le film insiste sur plusieurs « ruptures de communication » et sur le fait que les pilotes croyaient que l'information (baisse de carburant) avait bien été communiquée aux contrôleurs : 
- la charge de travail très importante des contrôleurs, liée à la volonté du responsable de maintenir 33 atterrissages par heure (soit 110 secondes entre chaque avion) ce qui était beaucoup, à cause du mauvais temps et des probables interruptions d'atterrissage ;
- le pilote automatique de l'avion était en panne depuis le vol précédent (n'ayant pas été réparé, faute de temps), ce qui a obligé les pilotes à naviguer en pilotage manuel pendant plus de cinq heures. De plus, sur les Boeing 707, le roulis hollandais est présent et complique énormément le pilotage en manuel ;
- le contrôleur, dès le début, n'a pas répondu aux pilotes qui lui avaient demandé si l'aéroport de Boston (assez proche) pouvait les recevoir ;
- deux basculements vers un autre contrôleur (le deuxième étant lié à un remplacement), sans qu'il soit précisé aux nouveaux contrôleurs que l'avion était à court de carburant ;
- le pilote ne parlait ni ne comprenait l'anglais, il devait demander au copilote de traduire, il lui a demandé plusieurs fois s'il avait bien dit qu'ils étaient à court de carburant ou « en détresse ». C'était un facteur de stress supplémentaire, et le fait que le responsable (le commandant) croie que le mot détresse ait été utilisé est bien sûr source de confusion.

Le film montre aussi que le pilote n'a pas une seule fois prononcé le mot « Mayday » (à dire trois fois pour signaler la situation de détresse), ce qui est bien sûr déterminant.

## Médias
- L'accident a fait l'objet d'un épisode dans la série télé Air Crash nommé « Fatale attente » (saison 2 - épisode 6).
- Des images d'informations télévisées de cet accident sont utilisées pour décrire un accident dans le film de fiction Le Jour d'après (The Day After Tomorrow) sorti en 2004.

## Source
- (en) Cet article est partiellement ou en totalité issu de l’article de Wikipédia en anglais intitulé « Avianca Flight 052 » (voir la liste des auteurs).